# Yana Sizikova
Pour les articles homonymes, voir Potapova.
Yana Dmitriyevna Sizikova (en russe : Яна Дмитриевна Сизикова), née le 12 novembre 1994 à Moscou, est une joueuse de tennis russe, professionnelle depuis 2011.

## Carrière
Yana Sizikova compte trois titres ITF en simple. Elle joue principalement en double depuis 2019 et totalise 44 titres sur le circuit ITF. En juillet 2019, elle remporte le tournoi de Lausanne avec Anastasia Potapova.
Le 3 juin 2021, elle est interpellée en plein tournoi de Roland-Garros et placée en garde à vue à la sortie de sa séance de massage après son match de double. Elle est soupçonnée de corruption sportive et d'escroquerie en bande organisée (match truqué), pour des faits commis lors de l'édition 2020. Cela concerne le cinquième jeu du deuxième set de son match de double, disputé aux côtés de Madison Brengle. D'importantes sommes d'argent auraient été pariées sur un jeu de service où elle a commis deux doubles fautes consécutives. Elle est relâchée le lendemain. Le 2 juillet, elle porte plainte contre X auprès du parquet de Paris pour « diffamation et dénonciation calomnieuse ».

## Palmarès

### Titres en double dames
| No | Date       | Nom et lieu du tournoi                         | Catégorie | Dotation  | Surface      | Partenaire           | Finalistes                                | Score            |          |
| -- | ---------- | ---------------------------------------------- | --------- | --------- | ------------ | -------------------- | ----------------------------------------- | ---------------- | -------- |
| 1  | 15-07-2019 | Ladies Championships Lausanne Lausanne         | Intern'l  | 226 750 $ | Terre (ext.) | Anastasia Potapova   | Monique Adamczak Han Xinyun               | 6-2, 6-4         | Parcours |
| 2  | 25-07-2022 | Livesport Prague Open 2022 Prague              | WTA 250   | 251 750 $ | Dur (ext.)   | Anastasia Potapova   | Angelina Gabueva Anastasia Zakharova      | 6-3, 6-4         | Parcours |
| 3  | 21-05-2023 | Grand Prix SAR La Princesse Lalla Meryem Rabat | WTA 250   | 259 303 $ | Terre (ext.) | Sabrina Santamaria   | Lidziya Marozava Ingrid Gamarra Martins   | 3-6, 6-1, [10-8] | Parcours |
| 4  | 17-07-2023 | 34th Palermo Ladies Open Palerme               | WTA 250   | 259 303 $ | Terre (ext.) | Kimberley Zimmermann | Angelica Moratelli Camilla Rosatello      | 6-2, 6-4         | Parcours |
| 5  | 19-05-2024 | Grand Prix SAR La Princesse Lalla Meryem Rabat | WTA 250   | 267 082 $ | Terre (ext.) | Irina Khromacheva    | Anna Danilina Xu Yifan                    | 6-3, 6-2         | Parcours |
| 6  | 15-07-2024 | 35th Palermo Ladies Open Palerme               | WTA 250   | 267 082 $ | Terre (ext.) | Alexandra Panova     | Yvonne Cavallé Reimers Aurora Zantedeschi | 4-6, 6-3, [10-5] | Parcours |

### Finales en double dames
| No | Date       | Nom et lieu du tournoi        | Catégorie | Dotation  | Surface      | Vainqueures                           | Partenaire        | Score            |          |
| -- | ---------- | ----------------------------- | --------- | --------- | ------------ | ------------------------------------- | ----------------- | ---------------- | -------- |
| 1  | 28-02-2022 | Abierto GNP Seguros Monterrey | WTA 250   | 239 477 $ | Dur (ext.)   | Catherine Harrison Sabrina Santamaria | Han Xinyun        | 1-6, 7-5, [10-6] | Parcours |
| 2  | 10-10-2022 | Transylvania Open Cluj-Napoca | WTA 250   | 251 750 $ | Dur (int.)   | Kirsten Flipkens Laura Siegemund      | Kamilla Rakhimova | 6-3, 7-5         | Parcours |
| 3  | 21-07-2024 | BCR Iași Open Iași            | WTA 250   | 267 082 $ | Terre (ext.) | Anna Danilina Irina Khromacheva       | Alexandra Panova  | 6-4, 6-2         | Parcours |

### Titres en double en WTA 125
| No | Date       | Nom et lieu du tournoi      | Catégorie | Dotation  | Surface      | Partenaire      | Finalistes                       | Score            |          |
| -- | ---------- | --------------------------- | --------- | --------- | ------------ | --------------- | -------------------------------- | ---------------- | -------- |
| 1  | 07-11-2022 | LP Chile Colina Open Colina | WTA 125   | 115 000 $ | Terre (ext.) | Aldila Sutjiadi | Mayar Sherif Tamara Zidanšek     | 6-1, 3-6, [10-7] | Parcours |
| 2  | 11-12-2023 | Open BLS de Limoges Limoges | WTA 125   | 115 000 $ | Dur (int.)   | Cristina Bucșa  | Oksana Kalashnikova Maia Lumsden | 6-4, 6-1         | Parcours |

### Finale en double en WTA 125
| No | Date       | Nom et lieu du tournoi              | Catégorie | Dotation  | Surface      | Vainqueures                | Partenaire          | Score            |          |
| -- | ---------- | ----------------------------------- | --------- | --------- | ------------ | -------------------------- | ------------------- | ---------------- | -------- |
| 1  | 10-05-2022 | Liqui Moly Open Karlsruhe Karlsruhe | WTA 125   | 115 000 $ | Terre (ext.) | Mayar Sherif Panna Udvardy | Alison Van Uytvanck | 5-7, 6-4, [10-2] | Parcours |

## Parcours en Grand Chelem

### En simple dames
N'a jamais participé à un tableau final.

### En double dames
| Année | Open d'Australie               | Open d'Australie                 | Internationaux de France       | Internationaux de France  | Wimbledon                    | Wimbledon            | US Open                        | US Open                 |
| ----- | ------------------------------ | -------------------------------- | ------------------------------ | ------------------------- | ---------------------------- | -------------------- | ------------------------------ | ----------------------- |
| 2020  | —                              | —                                | 1er tour (1/32) M. Brengle     | A. Mitu P.M. Țig          | —                            | —                    | —                              | —                       |
| 2021  | 1er tour (1/32) E. Alexandrova | L. Hradecká Kr. Plíšková         | 1er tour (1/32) E. Alexandrova | S. Sanders A. Tomljanović | —                            | —                    | —                              | —                       |
| 2022  | —                              | —                                | —                              | —                         | —                            | —                    | 1er tour (1/32) E. Alexandrova | C. Garcia K. Mladenovic |
| 2023  | 2e tour (1/16) A. Potapova     | C. Dolehide A. Kalinskaya        | 1er tour (1/32) A. Panova      | I. Khromacheva L. Nosková | 2e tour (1/16) K. Zimmermann | M. Kato A. Sutjiadi  | 1er tour (1/32) K. Zimmermann  | G. Minnen Y. Wickmayer  |
| 2024  | 1er tour (1/32) A. Potapova    | V. Kudermetova A. Pavlyuchenkova | 2e tour (1/16) A. Potapova     | C. Dolehide D. Krawczyk   | 2e tour (1/16) Wang Y.       | M. Kostyuk E.G. Ruse | 1er tour (1/32) A. Potapova    | M. Linette P. Stearns   |
| 2025  | 1er tour (1/32) C. Bucșa       | J. Cristian C. Rosatello         |                                |                           |                              |                      |                                |                         |

N.B. : le nom de la partenaire se trouve sous le résultat ; le nom des ultimes adversaires se trouve à droite.

### En double mixte
| Année | Open d'Australie        | Open d'Australie        | Internationaux de France | Internationaux de France | Wimbledon                  | Wimbledon            | US Open | US Open |
| ----- | ----------------------- | ----------------------- | ------------------------ | ------------------------ | -------------------------- | -------------------- | ------- | ------- |
| 2023  | —                       | —                       | —                        | —                        | 1er tour (1/16) A. Molteni | A. Danilina N. Mahut | —       | —       |
| 2024  | 2e tour (1/8) J. Murray | G. Dabrowski N. Lammons |                          |                          |                            |                      |         |         |

N.B. : le nom du partenaire se trouve sous le résultat ; le nom des ultimes adversaires se trouve à droite.

## Classements WTA en fin de saison
| Année          | 2012 | 2013 | 2014 | 2015 | 2016 | 2017 | 2018 | 2019 | 2020 | 2021 | 2022 | 2023 | 2024 |
| Rang en simple | 620  | 348  | 626  | 500  | 398  | 448  | 384  | 563  | 654  | 940  | –    | –    | –    |
| Rang en double | –    | 341  | 400  | 474  | 199  | 190  | 107  | 98   | 94   | 117  | 53   | 60   | 52   |

Source : (en) Classements de Yana Sizikova sur le site officiel de la Fédération internationale de tennis